# 斯泰夫敦 (印第安納州)
斯泰夫敦（英語：Stavetown）是位於美國印地安納州富蘭克林縣的一個非建制地區。該地的面積和人口皆未知。